# Charles Simon Clermont-Ganneau
Charles Simon Clermont-Ganneau (19 de febrero de 1846 - 15 de febrero de 1923) fue un  arqueólogo francés. 

## Biografía
Clermont-Ganneau nació en París. Después de una educación en el Institut national des langues et civilizations orientales, ingresó al servicio diplomático como dragomán del consulado en Jerusalén, y luego en Constantinopla. Sentó las bases de su reputación gracias a su trabajo con la Estela de Mesa, a inscripción semita más antigua que se conozca. 
En 1871, Clermont-Ganneau identificó la ciudad bíblica de Gezer (Josué 16:11) con la de Abu Shusha, previamente conocida como Tell el Jezer. Ese mismo año descubrió la Inscripción Advertencia del Templo en Jerusalén.  
Fue el primero en realizar sondeos arqueológicos en Emaús Nicópolis.  
Ocupó el cargo de vicecónsul en Jaffa, de 1880 a 1882. 

## Publicaciones
- L'Imagerie phénicienne et la mythologie iconologique chez les Grecs (1880)[2]
- Etudes d'archéologie orientale (1880, etc.)
- Les Fraudes archéologiques (1885)
- Recueil d'archéologie orientale (1885, etc.)
- Palestine inconnue (1886)
- Album d'antiquités orientales (1897, etc.)
- (1896): Archaeological Researches in Palestine 1873-1874, [ARP], translated from the French by J. McFarlane, Palestine Exploration Fund, London. Volume 1
- (1896): Archaeological Researches in Palestine 1873-1874, [ARP], translated from the French by J. McFarlane, Palestine Exploration Fund, London. Volume 2